# Walentin Afanassjewitsch Koptjug
Walentin Afanassjewitsch Koptjug (russisch Валентин Афанасьевич Коптюг; * 9. Juni 1931 in Juchnow, Oblast Kaluga; † 10. Januar 1997 in Moskau) war ein sowjetischer Wissenschaftler, spezialisiert auf physikalische und organische Chemie.

## Leben
Als er die Schule besuchte, wurde seine Familie wegen des Großen Vaterländischen Krieges evakuiert. Im Jahr 1949 beendete er die Schule in Samarqand und schloss sein Studium im Jahr 1954 an der Chemisch-Technischen Dmitri-Mendelejew-Universität ab. Er war von 1978 bis 1980 Kanzler der Staatlichen Universität Nowosibirsk. Koptjug lieferte Beiträge zur Entwicklung der synthetischen, physikalischen und angewandten Chemie. Auch einige große wissenschaftliche Schulen gründete er im Bereich der organischen Chemie und Chemoinformatik. 1968 wurde er korrespondierendes und 1979 Vollmitglied der Akademie der Wissenschaften der UdSSR. Von 1980 bis 1997 war er Vizepräsident der Akademie. 1961 wurde er Mitglied der KPdSU. Von 1989 bis 1991 war er Mitglied des Zentralkomitees der KPdSU. Dem Obersten Sowjet der UdSSR gehörte er von 1984 bis 1989 an.
Koptjug erhielt folgende Auszeichnungen und Ehrungen: Ehrenzeichen der Sowjetunion (1967), Orden des Roten Banners der Arbeit (1975), Leninorden (1981, 1986), Held der sozialistischen Arbeit (1986), Leninpreis (1990). Seit 1996 war er Ehrenbürger von Nowosibirsk.
Ihm wurde ein Denkmal gesetzt sowie eine Straße in Akademgorodok, Nowosibirsk nach ihm benannt. Es gibt auch mehrere Auszeichnungen und Stipendien seines Namens für Studenten und Wissenschaftler. Walentin Koptjug wurde in Nowosibirsk begraben.